# 마르틴 막스
마르틴 막스(Martin Max, 1968년 8월 7일, 타르노프스키에구리 ~)는 은퇴한 폴란드 태생의 독일인 축구 선수로, 현역 시절 스트라이커로 활동하였다.
푸스발-분데스리가의 최고령 득점왕들 중 하나로, 이 업적을 각각 32세와 34세, 두 차례 달성하였고, 독일의 4개 클럽에서 활동하였다.

## 클럽 경력
실롱스크, 타르노프스키에구리 출신으로, 막스는 로드워 구르니키 비톰에서 축구계에 입문하였고, 이후 청소년기에 독일로 이주하였다. 분데스리가에서, 그는 보루시아 묀헨글라트바흐 선수로 데뷔하였고, 이 곳에서의 마지막 시즌에 20경기 출전 무득점을 기록하였다. 같은 해, FC 샬케 04로 이적하였다.
샬케에서, 막스는 기량이 향상되었다. 처음 두 시즌간 그는 23골을 득점하였고, UEFA컵 결승전에서 승부차기 끝에 FC 인테르나치오날레 밀라노를 꺾고 우승하였다.
그는 1999년에 TSV 1860 뮌헨으로 이적하였고, 19골로 1999-2000 시즌 득점왕이 되었다. 2001-02 시즌에는 18골을 득점하여 마르시우 아모호주와 공동 득점왕이 되었다.
35세가 된 막스는 FC 한자 로스토크로 이적하였고, 구 동독 클럽에 지대한 양의 힘을 불어넣어 여유롭게 1부리그 잔류를 확정시켰다. 그는 20골을 득점하여 득점 3위를 기록하였고, 2003-04 시즌을 끝으로 은퇴하였는데, 당시 그는 396경기에 출전하여 126번의 1부리그 득점을 기록하였다. 은퇴 후, 막스는 유소년 축구 캠프를 운영하기 시작하였다.

## 국가대표팀 경력
1860 뮌헨에서 우수한 성과를 보인 그는 독일 축구 국가대표팀에 차출되었고, 2002년 4월 17일 (당시 나이가 거의 34세), 0-1로 패한 아르헨티나전에서 84분에 교체 투입되어 처음이자 마지막으로 국가대표팀 경기에 참여하였다.

## 수상

### 팀
- DFB-포칼: 1994–95
- UEFA컵: 1996–97

### 개인
- 푸스발-분데스리가 득점왕: 1999–2000, 2001–02